# Wahlkreis Pergine Valsugana (Camera dei deputati)
Der Wahlkreis Pergine Valsugana war von 1993 bis 2005 und von 2017 bis 2020 ein Wahlkreis (italienisch collegio elettorale) für die Wahl der italienischen Abgeordnetenkammer.

## Von 1993 bis 2005

### Wahlkreisgebiet
| Wahlkreise – Camera dei deputati – Trentino-Südtirol | Wahlkreise – Camera dei deputati – Trentino-Südtirol | Wahlkreise – Camera dei deputati – Trentino-Südtirol                                                 |
| Provinz                                              | Provinz                                              | Gemeinden nach Provinzen ⮞ Wahlkreis                                                                 |
| ---------------------------------------------------- | ---------------------------------------------------- | --- |
|                                                      | Südtirol (116 Gemeinden)                             | 2 ⮞ Wahlkreis Bozen 39 ⮞ Wahlkreis Brixen 36 ⮞ Wahlkreis Eppan 39 ⮞ Wahlkreis Meran                  |
|                                                      | Trentino (223 Gemeinden)                             | 10 ⮞ Wahlkreis Trient 32 ⮞ Wahlkreis Rovereto 105 ⮞ Wahlkreis Lavis 76 ⮞ Wahlkreis Pergine Valsugana |

Der Wahlkreis umfasste 76 Gemeinden: Albiano, Baselga di Pinè, Bedollo, Bieno, Borgo Valsugana, Bosentino, Calceranica al Lago, Caldonazzo, Campitello di Fassa, Canal San Bovo, Canazei, Capriana, Carano, Carzano, Castello Tesino, Castello-Molina di Fiemme, Castelnuovo, Cavalese, Cembra, Centa San Nicolò, Cinte Tesino, Civezzano, Daiano, Faver, Fiera di Primiero, Fierozzo, Fornace, Frassilongo, Giovo, Grauno, Grigno, Grumes, Imer, Ivano Fracena, Levico Terme, Lisignago, Lona-Lases, Mazzin, Mezzano, Moena, Novaledo, Ospedaletto, Palù del Fersina, Panchià, Pergine Valsugana, Pieve Tesino, Pozza di Fassa, Predazzo, Roncegno, Ronchi Valsugana, Sagron Mis, Samone, Sant’Orsola Terme, Scurelle, Segonzano, Siror, Soraga, Sover, Spera, Strigno, Telve, Telve di Sopra, Tenna, Tesero, Tonadico, Torcegno, Transacqua, Valda, Valfloriana, Varena, Vattaro, Vignola-Falesina, Vigo di Fassa, Vigolo Vattaro, Villa Agnedo und Ziano di Fiemme.

### Wahlergebnisse

#### Parlamentswahl 1994

##### Direktstimmen
| Kandidaten               | Kandidaten            | Parteien                              | Stimmen | %    |
| ------------------------ | --------------------- | ------------------------------------- | ------- | ---- |
|                          | Rolando Fontangewählt | Polo delle Libertà (FI – LN)          | 29.236  | 40,0 |
|                          | Sergio Casagranda     | Partito Autonomista Trentino Tirolese | 20.452  | 28,0 |
|                          | Renzo Gubert          | Patto per l’Italia                    | 18.318  | 25,1 |
|                          | Gustavo Cristiani     | Alleanza Nazionale                    | 5.051   | 6,9  |
| Gesamt                   | Gesamt                | Gesamt                                | 73.057  | 100  |
|                          |                       |                                       |         |      |
| Ungültige Stimmen        | Ungültige Stimmen     | Ungültige Stimmen                     | 9.577   | 11,6 |
| Wähler                   | Wähler                | Wähler                                | 82.634  | 88,3 |
| Wahlberechtigte          | Wahlberechtigte       | Wahlberechtigte                       | 93.571  |      |
|                          |                       |                                       |         |      |
| Quelle: Innenministerium |                       |                                       |         |      |

##### Listenstimmen
| Parteien                             | Parteien                     | Parteien                           | Stimmen | %    |
| ------------------------------------ | ---------------------------- | ---------------------------------- | ------- | ---- |
|                                      | Polo delle Libertà           | Forza Italia                       | 17.369  | 22,6 |
| Lega Nord                            | Polo delle Libertà           | 13.040                             | 17,0    |      |
| ↳ Gesamt                             | Polo delle Libertà           | 30.409                             | 39,5    |      |
|                                      | Patto per l’Italia           | Partito Popolare Italiano          | 17.139  | 22,3 |
|                                      | Südtiroler Volkspartei       | Südtiroler Volkspartei             | 12.804  | 16,7 |
|                                      | Progressisti                 | Partito Democratico della Sinistra | 5.009   | 6,5  |
| Federazione dei Verdi                | Progressisti                 | 2.384                              | 3,1     |      |
| La Rete                              | Progressisti                 | 2.064                              | 2,7     |      |
| Partito della Rifondazione Comunista | Progressisti                 | 1.646                              | 2,1     |      |
| Partito Socialista Italiano          | Progressisti                 | 754                                | 1,0     |      |
| ↳ Gesamt                             | Progressisti                 | 11.857                             | 15,4    |      |
|                                      | Alleanza Nazionale           | Alleanza Nazionale                 | 4.232   | 5,5  |
|                                      | Partito della Legge Naturale | Partito della Legge Naturale       | 283     | 0,4  |
|                                      | Autonomia Democratica        | Autonomia Democratica              | 174     | 0,2  |
| Gesamt                               | Gesamt                       | Gesamt                             | 76.898  | 100  |
|                                      |                              |                                    |         |      |
| Ungültige Stimmen                    | Ungültige Stimmen            | Ungültige Stimmen                  | 5.757   | 7,0  |
| Wähler                               | Wähler                       | Wähler                             | 82.655  | 88,3 |
| Wahlberechtigte                      | Wahlberechtigte              | Wahlberechtigte                    | 93.571  |      |
|                                      |                              |                                    |         |      |
| Quelle: Innenministerium             |                              |                                    |         |      |

#### Parlamentswahl 1996

##### Direktstimmen
| Kandidaten               | Kandidaten              | Parteien                                        | Stimmen | %    |
| ------------------------ | ----------------------- | ----------------------------------------------- | ------- | ---- |
|                          | Giuseppe Detomasgewählt | L’Ulivo                                         | 21.576  | 29,2 |
|                          | Aldo Degaudenz          | Polo per le Libertà                             | 21.427  | 29,0 |
|                          | Rolando Fontan          | Lega Nord                                       | 17.254  | 23,3 |
|                          | Walter Kaswalder        | Partito Autonomista Trentino Tirolese – L’Abete | 13.707  | 18,5 |
| Gesamt                   | Gesamt                  | Gesamt                                          | 73.964  | 100  |
|                          |                         |                                                 |         |      |
| Ungültige Stimmen        | Ungültige Stimmen       | Ungültige Stimmen                               | 6.696   | 8,3  |
| Wähler                   | Wähler                  | Wähler                                          | 80.660  | 84,6 |
| Wahlberechtigte          | Wahlberechtigte         | Wahlberechtigte                                 | 95.366  |      |
|                          |                         |                                                 |         |      |
| Quelle: Innenministerium |                         |                                                 |         |      |

##### Listenstimmen
| Parteien                                          | Parteien                             | Parteien                             | Stimmen | %    |
| ------------------------------------------------- | ------------------------------------ | ------------------------------------ | ------- | ---- |
|                                                   | Polo per le Libertà                  | Forza Italia                         | 13.614  | 19,0 |
| CCD – CDU                                         | Polo per le Libertà                  | 6.550                                | 9,1     |      |
| Alleanza Nazionale                                | Polo per le Libertà                  | 6.127                                | 8,6     |      |
| ↳ Gesamt                                          | Polo per le Libertà                  | 26.291                               | 36,7    |      |
|                                                   | L’Ulivo                              | Partito Democratico della Sinistra   | 6.649   | 9,3  |
| Rinnovamento Italiano                             | L’Ulivo                              | 5.789                                | 8,1     |      |
| Popolari per Prodi (PPI – SVP – PRI – UD – Prodi) | L’Ulivo                              | 5.545                                | 7,7     |      |
| Federazione dei Verdi                             | L’Ulivo                              | 2.685                                | 3,8     |      |
| ↳ Gesamt                                          | L’Ulivo                              | 20.668                               | 28,9    |      |
|                                                   | Lega Nord                            | Lega Nord                            | 19.765  | 27,6 |
|                                                   | Partito della Rifondazione Comunista | Partito della Rifondazione Comunista | 2.414   | 3,4  |
|                                                   | Union für Südtirol                   | Union für Südtirol                   | 1.978   | 2,8  |
|                                                   | Partito della Legge Naturale         | Partito della Legge Naturale         | 474     | 0,7  |
| Gesamt                                            | Gesamt                               | Gesamt                               | 71.590  | 100  |
|                                                   |                                      |                                      |         |      |
| Ungültige Stimmen                                 | Ungültige Stimmen                    | Ungültige Stimmen                    | 9.070   | 11,2 |
| Wähler                                            | Wähler                               | Wähler                               | 80.660  | 84,6 |
| Wahlberechtigte                                   | Wahlberechtigte                      | Wahlberechtigte                      | 95.366  |      |
|                                                   |                                      |                                      |         |      |
| Quelle: Innenministerium                          |                                      |                                      |         |      |

#### Parlamentswahl 2001

##### Direktstimmen
| Kandidaten               | Kandidaten              | Parteien           | Stimmen | %    |
| ------------------------ | ----------------------- | ------------------ | ------- | ---- |
|                          | Giuseppe Detomasgewählt | L’Ulivo – SVP      | 34.364  | 46,6 |
|                          | Rolando Fontan          | Casa delle Libertà | 34.086  | 46,2 |
|                          | Italo Scotoni           | Lista Di Pietro    | 5.295   | 7,2  |
| Gesamt                   | Gesamt                  | Gesamt             | 73.745  | 100  |
|                          |                         |                    |         |      |
| Ungültige Stimmen        | Ungültige Stimmen       | Ungültige Stimmen  | 7.076   | 8,8  |
| Wähler                   | Wähler                  | Wähler             | 80.821  | 82,1 |
| Wahlberechtigte          | Wahlberechtigte         | Wahlberechtigte    | 98.498  |      |
|                          |                         |                    |         |      |
| Quelle: Innenministerium |                         |                    |         |      |

##### Listenstimmen
| Parteien                       | Parteien                             | Parteien                               | Stimmen | %    |
| ------------------------------ | ------------------------------------ | -------------------------------------- | ------- | ---- |
|                                | Casa delle Libertà                   | Forza Italia                           | 20.718  | 28,5 |
| Lega Nord                      | Casa delle Libertà                   | 6.663                                  | 9,2     |      |
| Alleanza Nazionale             | Casa delle Libertà                   | 5.057                                  | 7,0     |      |
| CCD – CDU                      | Casa delle Libertà                   | 2.939                                  | 4,0     |      |
| ↳ Gesamt                       | Casa delle Libertà                   | 35.377                                 | 48,7    |      |
|                                | L’Ulivo – SVP                        | La Margherita (Dem – PPI – RI – Udeur) | 10.617  | 14,6 |
| Democratici di Sinistra        | L’Ulivo – SVP                        | 8.121                                  | 11,2    |      |
| Südtiroler Volkspartei         | L’Ulivo – SVP                        | 6.354                                  | 8,7     |      |
| Il Girasole (FdV – SDI)        | L’Ulivo – SVP                        | 1.405                                  | 1,9     |      |
| Partito dei Comunisti Italiani | L’Ulivo – SVP                        | 396                                    | 0,5     |      |
| ↳ Gesamt                       | L’Ulivo – SVP                        | 26.893                                 | 37,0    |      |
|                                | Lista Di Pietro                      | Lista Di Pietro                        | 4.656   | 6,4  |
|                                | Partito della Rifondazione Comunista | Partito della Rifondazione Comunista   | 2.184   | 3,0  |
|                                | Democrazia Europea                   | Democrazia Europea                     | 1.755   | 2,4  |
|                                | Lista Emma Bonino                    | Lista Emma Bonino                      | 1.685   | 2,3  |
|                                | Abolizione Scorporo                  | Abolizione Scorporo                    | 97      | 0,1  |
| Gesamt                         | Gesamt                               | Gesamt                                 | 72.647  | 100  |
|                                |                                      |                                        |         |      |
| Ungültige Stimmen              | Ungültige Stimmen                    | Ungültige Stimmen                      | 8.175   | 10,1 |
| Wähler                         | Wähler                               | Wähler                                 | 80.822  | 82,1 |
| Wahlberechtigte                | Wahlberechtigte                      | Wahlberechtigte                        | 98.498  |      |
|                                |                                      |                                        |         |      |
| Quelle: Innenministerium       |                                      |                                        |         |      |

## Von 2017 bis 2020

### Wahlkreisgebiet
| Wahlkreise – Camera dei deputati – Trentino-Südtirol | Wahlkreise – Camera dei deputati – Trentino-Südtirol | Wahlkreise – Camera dei deputati – Trentino-Südtirol                           |
| Provinz                                              | Provinz                                              | Gemeinden nach Provinzen ⮞ Wahlkreis                                           |
| ---------------------------------------------------- | ---------------------------------------------------- | ------------------------------------------------------------------------------ |
|                                                      | Südtirol (116 Gemeinden)                             | 18 ⮞ Wahlkreis Bozen 54 ⮞ Wahlkreis Brixen 44 ⮞ Wahlkreis Meran                |
|                                                      | Trentino (177 Gemeinden)                             | 69 ⮞ Wahlkreis Trient 50 ⮞ Wahlkreis Rovereto 58 ⮞ Wahlkreis Pergine Valsugana |

Der Wahlkreis umfasste 58 Gemeinden (Altopiano della Vigolana, Baselga di Pinè, Bedollo, Bieno, Borgo Valsugana, Calceranica al Lago, Caldonazzo, Campitello di Fassa, Canal San Bovo, Canazei, Capriana, Carano, Carzano, Castel Ivano, Castello Tesino, Castello-Molina di Fiemme, Castelnuovo, Cavalese, Cinte Tesino, Civezzano, Daiano, Fierozzo, Fornace, Frassilongo, Grigno, Imer, Lavarone, Levico Terme, Luserna, Mazzin, Mezzano, Moena, Novaledo, Ospedaletto, Palù del Fersina, Panchià, Pergine Valsugana, Pieve Tesino, Pozza di Fassa, Predazzo, Primiero San Martino di Castrozza, Roncegno Terme, Ronchi Valsugana, Sagron Mis, Samone, Sant'Orsola Terme, Scurelle, Soraga di Fassa, Telve, Telve di Sopra, Tenna, Tesero, Torcegno, Valfloriana, Varena, Vignola-Falesina, Vigo di Fassa und Ziano di Fiemme).
Seit 2018:
- Pozza di Fassa und Vigo di Fassa: San Giovanni di Fassa (neue Gemeinde).

Seit 2020:
- Carano, Daiano und Varena: Ville di Fiemme (neue Gemeinde).

### Wahlergebnisse

#### Parlamentswahl 2018
| Kandidaten               | Kandidaten              | Stimmen | %    | Listen                   | Stimmen | %    |
| ------------------------ | ----------------------- | ------- | ---- | ------------------------ | ------- | ---- |
|                          | Maurizio Fugattigewählt | 32.333  | 44,6 | Lega                     | 23.175  | 31,9 |
| Forza Italia             | Maurizio Fugattigewählt | 32.333  | 44,6 | 6.549                    | 9,0     |      |
| Fratelli d’Italia        | Maurizio Fugattigewählt | 32.333  | 44,6 | 2.241                    | 3,1     |      |
| Noi con l’Italia – UDC   | Maurizio Fugattigewählt | 32.333  | 44,6 | 368                      | 0,5     |      |
|                          | Lorenzo Dellai          | 19.385  | 26,7 | Partito Democratico      | 10.795  | 14,9 |
| SVP – PATT               | Lorenzo Dellai          | 19.385  | 26,7 | 3.869                    | 5,3     |      |
| Civica Popolare          | Lorenzo Dellai          | 19.385  | 26,7 | 2.208                    | 3,0     |      |
| +Europa                  | Lorenzo Dellai          | 19.385  | 26,7 | 2.108                    | 2,9     |      |
| Italia Europa Insieme    | Lorenzo Dellai          | 19.385  | 26,7 | 405                      | 0,6     |      |
|                          | Riccardo Fraccaro       | 16.674  | 23,0 | Movimento 5 Stelle       | 16.674  | 23,0 |
|                          | Antonella Valer         | 1.929   | 2,7  | Liberi e Uguali          | 1.929   | 2,7  |
|                          | Samira Stephan          | 717     | 1,0  | Potere al Popolo!        | 717     | 1,0  |
|                          | Jenny Cazzolli          | 691     | 1,0  | CasaPound Italia         | 691     | 1,0  |
|                          | Damiano Cattarin        | 619     | 0,9  | Il Popolo della Famiglia | 619     | 0,9  |
|                          | Fikreta Pilipovic       | 212     | 0,3  | Partito Valore Umano     | 212     | 0,3  |
| Gesamt                   | Gesamt                  | 72.560  | 100  |                          | 72.560  | 100  |
|                          |                         |         |      |                          |         |      |
| Ungültige Stimmen        | Ungültige Stimmen       | 2.666   | 3,5  |                          |         |      |
| Wähler                   | Wähler                  | 75.226  | 78,7 |                          |         |      |
| Wahlberechtigte          | Wahlberechtigte         | 95.560  |      |                          |         |      |
|                          |                         |         |      |                          |         |      |
| Quelle: Innenministerium |                         |         |      |                          |         |      |

#### Nachwahl 2019
| Kandidaten                  | Kandidaten         | Parteien                                                               | Stimmen | %    |
| --------------------------- | ------------------ | ---------------------------------------------------------------------- | ------- | ---- |
|                             | Mauro Suttogewählt | Lega – Forza Italia – Fratelli d’Italia                                | 27.516  | 51,1 |
|                             | Cristina Donei     | Alleanza Democratica Autonomista (Futura – FdV – PD – UpT – LeU – PSI) | 19.386  | 36,0 |
|                             | Rosa Rizzi         | Movimento 5 Stelle                                                     | 6.959   | 12,9 |
| Gesamt                      | Gesamt             | Gesamt                                                                 | 53.861  | 100  |
|                             |                    |                                                                        |         |      |
| Ungültige Stimmen           | Ungültige Stimmen  | Ungültige Stimmen                                                      | 5.833   | 9,8  |
| Wähler                      | Wähler             | Wähler                                                                 | 59.694  | 51,3 |
| Wahlberechtigte             | Wahlberechtigte    | Wahlberechtigte                                                        | 116.453 |      |
|                             |                    |                                                                        |         |      |
| Quelle: Camera dei deputati |                    |                                                                        |         |      |